# Аносово (Владимирская область)
Аносово — опустевшая деревня в Вязниковском районе Владимирской области России, входит в состав Паустовского сельского поселения.

## География
Деревня расположена в 20 км на юг от центра поселения деревни Паустово и в 36 км на юг от города Вязники.

## История
В окладных книгах 1678 года деревня входила в состав Индрусского прихода, в ней было двор помещиков и 15 дворов крестьянских.
В конце XIX — начале XX века деревня входила в составе Сергиевской волости Гороховецкого уезда, с 1926 года — в составе Сергиево-Горской волости Вязниковского уезда. В 1859 году в деревне числилось 15 дворов, в 1905 году — 22 двора, в 1926 году — 36 дворов.
С 1929 года деревня входила в состав Трухачихинского сельсовета Вязниковского района, с 1935 года — в составе Сергиево-Горского сельсовета Никологорского района, с 1963 года — в составе Вязниковского района, с 2005 года — в составе Паустовского сельского поселения.

## Население
| 1859 | 1905 | 1926 | 2002 | 2010 | 2021 |
| ---- | ---- | ---- | ---- | ---- | ---- |
| 98   | ↗157 | ↗170 | ↘0   | →0   | →0   |